# Акбердінська сільська рада
Акбе́рдінська сільська рада (рос. Акбердинский сельский совет) — муніципальне утворення у складі Іглінського району Башкортостану, Росія. Адміністративний центр — село Акбердіно.

## Населення
Населення — 3470 осіб (2019, 1770 в 2010, 1515 в 2002).

## Склад
До складу поселення входять такі населені пункти:
| Населений пункт     | Населення, осіб (2002) | Населення, осіб (2010) |
| ------------------- | ---------------------- | ---------------------- |
| Акбердіно, село     | 778                    | 1009                   |
| Білоріцьк, присілок | 29                     | 46                     |
| Блохино, присілок   | 45                     | 41                     |
| Карамали, село      | 380                    | 381                    |
| Резвово, присілок   | 9                      | 28                     |
| Урунда, присілок    | 234                    | 192                    |
| Шипово, присілок    | 40                     | 73                     |